# Dominik Filip (kněz)
Monsignor Dominik Filip (10. září 1826 – 6. srpna 1902 Merano) byl český římskokatolický kněz, prelát v Gorici, apoštolský protonotář, dom. prelát papeže Lva XIII, rytíř řádu Františka Josefa I.

## Život
Dominik Filip byl za kněze vysvěcen 25. července 1851 v Hradci Králové  Od září 1851 byl kaplanem v Holohlavech, r. 1854 zámeckým kaplanem hraběte Harracha na Hrádku, r. 1856 vychovatelem princů Hohenlohe-Waldenburských ve Vlašských Benátkách, r. 1860 domácím kaplanem a učitelem náboženství u knížete Lobkovice v Dolních Beřkovicích a v září téhož roku místoředitelem, později ředitelem chlapeckého semináře Boromea v Hradci Králové.

## Veřejné působení
Založil podpůrný spolek nemocných kněží a vzal si za úkol vytvořit v Gorici sanatorium pro nemocné kněze. Této instituci věnoval pozornost, čas a majetek. Spolek vystavěl sanatoria pro nemocné kněze - Rudolfinum v Gorici, též v Ika (u města Opatija, Chorvatsko) a Filipinum v Meránu (Itálie).
Byl také zakladatelem i ředitelem ústavu pro nemocné kněze v Meránu (tzv. Filipinum). Při hledání léčby své plicní nemoci si Filip všiml výrazného zlepšení svého zdraví, když pobýval ve městě Merano. Proto se rozhodl zřídit místo pro zotavení ostatních knězů. Proto bylo založeno Filipinum v roce 1886.
Podpořil zhotovení nové křížové cesty pro poutní chrám Panny Marie Pomocné na Chlumku v Luži jako strýc místního kaplana. Také díky němu se na tento účel vybralo při sbírce mezi věřícími 853 zl. a 55 kr.
Bylo mu uděleno čestné měšťanství Smiřic.
Zasloužil se o vybudování kostela Nejsvětější Trojice, fary a hřbitova v Jamném nad Orlicí. Novorenesanční kostel byl postavený roku 1882. Díky jeho dobročinnosti se mohly pořídit věžní hodiny a postranní oltáře.